# عبد الخالق فريد
 عبد الخالق محمد فريد (1932 - 8 يناير 2021) شاعر عراقي. ولد في الديوانية. درس الحقوق ولم يتمّ دراسته. عمل موظّفاً في المصارف العراقية حتى عام 1981 حيث أحال نفسه إلى التقاعد لأسباب صحية. له دواوين شعرية عديدة منشورة.

## سيرته
ولد عبد الخالق محمد فريد في ناحية غمّاس التابعة لمدينة الديوانية عام 1932 من أب يعمل موظفاً في المالية هو محمد فريد (1874 – 1932) وأم اسمها فهيمة وادي (1912- 1984) وهي ابنة خال والده. قتل والده من قبل لصوص تلك الناحية وكان عمره آنذاك أربعين يوماً، فانتقل إلى مسكن أهله الأصلي في بغداد وتكفّل بتربيته أخوه الأكبر – غير الشقيق – من زوجة أبيه الأولى المتوفاة. وهو أحمد مختار فريد. وقد أكمل عبد الخالق دراسته الابتدائية والمتوسطة والثانوية، ثم التحق بكلية الحقوق ببغداد، ثم ترك الدراسة وهو في الصف الثاني لأسباب خاصة. بعد ذلك عمل موظفاً في المصارف العراقية حتى عام 1981 حيث أحال نفسه إلى التقاعد لأسباب صحية.

توفي عبد الخالق فريد يوم 8 يناير 2021 بعد معاناة المرض.

## آثاره
من دواوينه الشعرية:
- نداء الأعماق، 1955
- أغاني الحان القديم، 1960
- العطر الضائع، 1963
- أحزان البنفسج، 1968
- الشوق الغارب، 1969
- صلاة العطر، 1970
- أنين القيثارة، 1971
- أغنيات على شفاه الليل، 1973
- الرحيل في الدروب النائية، 1975
- مرافئ الأشواق، 1982
- من شفاء الورد، 1987

وله كتاب إلياس أبو شبكة: مقالات ورسالات.

## وصلات خارجية
- في موقع أرشيف المجلات